# 北川千代

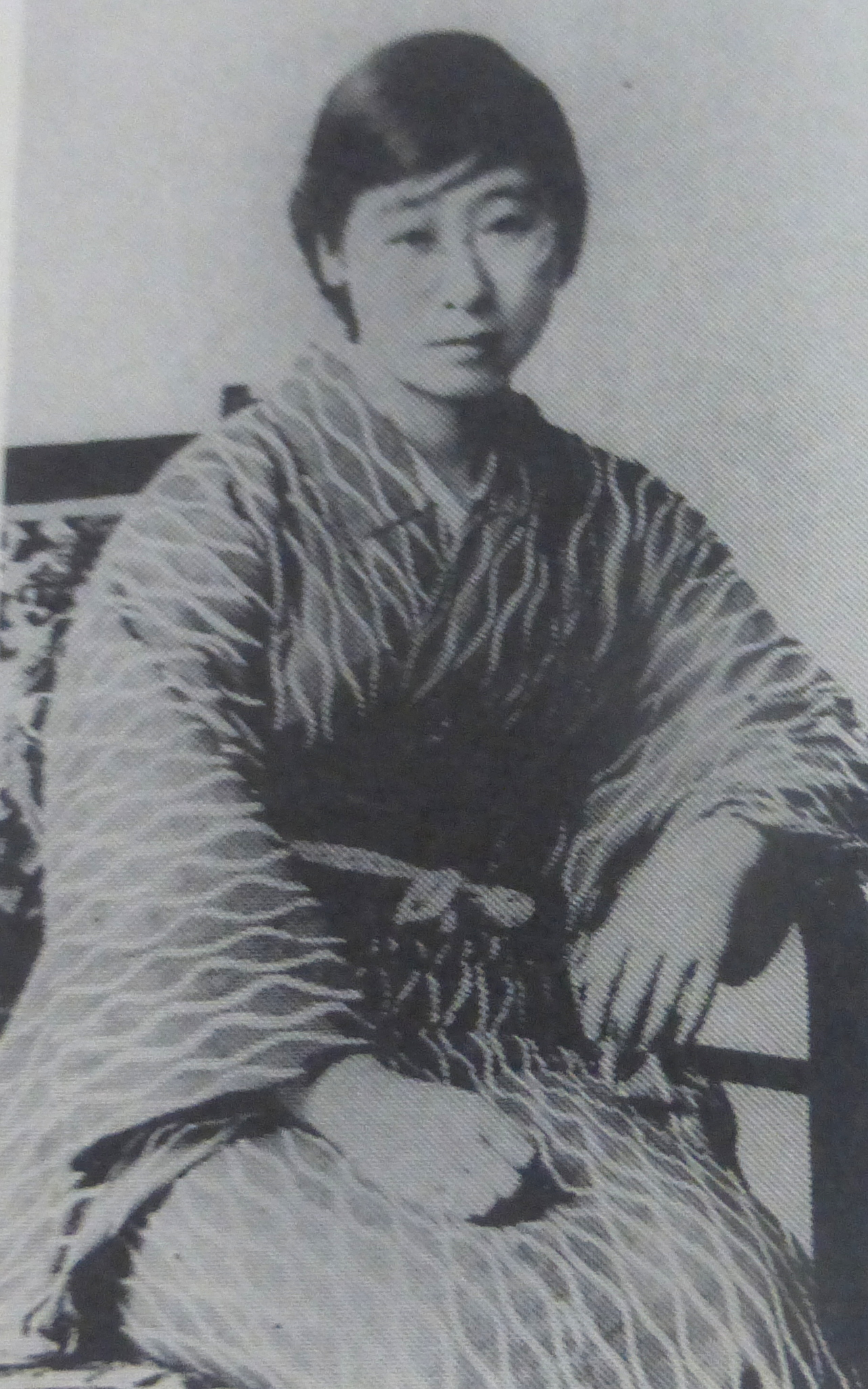
北川千代、大正12年

北川 千代（きたがわ ちよ、1894年6月14日 - 1965年10月14日）は、日本の児童文学作家。筆名に松平鏡子、松平千代子、江口千代。

## 略歴
埼玉県大寄村（現・深谷市）生まれ。三輪田高等女学校在学中『少女世界』『少女の友』に投稿。1911年病気で中退するが『女学世界』に創作を寄せる。1915年、小説家江口渙と結婚。1919年から『赤い鳥』など童話、少年・少女雑誌に寄稿。1921年社会主義女性団体赤瀾会に参加。1922年江口と別れ、高野松太郎と同棲。
児童文学作家北川幸比古は甥。

## 著書
- 『小鳥の家』（平凡社、令女文学全集） 1929.9
- 『絹糸の草履』（大日本雄辯會講談社） 1931.10
- 『春やいづこ』（大日本雄辯會講談社） 1934.4
- 『二年生特選童話』（童話春秋社） 1939
- 『山上の旗 童話集』（童話春秋社） 1939
- 『ひらがな童話たすけあひ』(童話春秋社） 1940
- 『コバトノイヘ カタカナ童話集』（童話春秋社） 1940
- 『明るい空 童話集』（フタバ書院） 1941
- 『お父さんの村』（講談社） 1941
- 『母の幻』（ポプラ社） 1948
- 『八本のマッチ』（雁書房） 1948
- 『春雨の曲』（ポプラ社） 1948
- 『巣立ちの歌』（古径社） 1948
- 『海の城・山の城』（真野出版） 1948
- 『花の地球』（桜井書店、こどもかい文庫） 1948
- 『あひるさんのかいもの』（金の星社、低学年童話文庫） 1950
- 『北川千代児童文学全集』（北川幸比古, 鳥越信, 古田足日編、講談社） 1967
- 『北川千代 深谷で生まれた児童文学作家』（深谷市教育委員会） 2001.3
- 『母の心』（主婦之友、昭和10年9月号、北川千代（述）宮地志行（絵））

## 再話
- 『アンクルトム物語』（ハリエツト・ビーチャー・ストウ、大日本雄弁会講談社） 1940
- 『母をたずねて』（アミーチス、小峰書店、小学生文庫） 1950
- 『ピーターパン』（ジェームス・バリ、講談社、世界名作童話全集） 1951
- 『クリスマス・カロル』（ディケンズ 、講談社、世界名作全集） 1955
- 『みつばちマーヤの冒険』（ボンゼルス、偕成社、児童名作全集） 1956
- 『黒馬ものがたり』（シューエル、ポプラ社、たのしい名作童話） 1957
- 『家なき子』（エクトル・マロー、小学館の幼年文庫） 1959